# Jump5
Jump5 — американская подростковая христианская поп-группа, существовавшая в 2000-х годах. Она получила известность в 2001 году благодаря своему дебютному альбому «Jump5» и синглу «Spinnin' Around». Её альбомы разошлись в Америке тиражом более 1 млн экземпляров, песни вошли в саундтрек нескольких фильмом и мультфильмов (в том числе «Лило и Стич», «Братец медвежонок», «Лиззи Макгуайр»), группа была удостоена чести выступить в Белом доме перед президентом США Джорджем Бушем-младшим. В декабре 2007 года Jump5 официально прекратила существование.

## Дискография

### Альбомы
- Jump5 (2001)
- All the Time in the World (2002)
- All the Joy in the World (2002)
- Accelerate (2003)
- Dreaming in Color (2004)
- Rock This Christmas (2005)
- Hello & Goodbye (2007)

### Синглы
- Spinnin' Around
- Start Jumpin' (Radio Disney)
- All I Can Do
- God Bless the USA
- Throw Your Hands Up
- Beauty and the Beast
- Do Ya
- We Are Family
- Hawaiian Roller Coaster Ride
- Dance With Me
- It’s A Beautiful World
- Shoot The Moon
- Both to Blame